# Гарретт, Августус
Августус Гарретт (англ. Augustus Garrett; 1801, штат Нью-Йорк, — 30 ноября 1848, Чикаго) — американский политик, дважды занимал пост мэра Чикаго (в 1843—1844 и 1845—1846 годах) от Демократической партии.

## Биография
Августус Гарретт родился в 1801 году в штате Нью-Йорк. В 1825 году женился на Элизе Кларк, и вместе они переехали в Чикаго в 1834 году. Он имел небольшой аукционный дом рядом с рекой Чикаго, и уже в 1835 году создал партнёрство совместно с Brown Brothers, что позволило ему стать ведущим аукционером и совершать сделки с землёй. В октябре 1836 года он продал на более чем 1,8 млн долларов.
Был избран мэром в 1843 году, а в 1844 году был переизбран, но выборы признали недействительными. На год место мэра занял Элсон Шерман. В 1845 году снова выиграл выборы. На посту мэра Гарретт начал строительство первой кирпичной школы в Чикаго, однако потом отказались от этой задумки, так как здание получилось слишком большим для школы.
После его смерти жена Элиза основала Гарреттский библейский институт, в настоящее время Гарретская евангелистская теологическая семинария, находящаяся недалеко от Чикаго в Эванстоне.
Умер в 1848 году и похоронен на кладбище «Роусхилл» в Чикаго.